# MUSIQ?
MUSIQ?（ミュージッキュー）は、シンコーミュージック・エンタテイメントが出版、アウト・オブ・ミュージック（OUT of MUSIC）が発行していた隔月刊の音楽番組DVD付き音楽雑誌。現在は特別号「MUSIQ? SPECIAL OUT of MUSIC」として不定期で発売される。

## 概要
- 2006年3月、GiGS（シンコーミュージック・エンタテイメント出版）の増刊号として創刊。
- 2008年12月号（vol.15）をもって廃刊。
- 音楽業界初の音楽DVD付き雑誌で[1]、インタビューでアーティストの素の表情を見ることが出来るということを売りにしていた。
- 出演者の直筆のサイン、イラストなどが携帯電話に届く「テガメ」というメールマガジンの配信も行っていた。
- 編集長の吉田直樹（音楽ライター）がコメンテーターを務める「Dig The Music」（YBSラジオ）とコラボレーションしていた。
- インディーズサイトmuzieともコラボレーションしてオーディション番組も展開していた。
- 東方神起が表紙を飾ることが多く、その際には必ず完売していた。その他、w-inds.やthe GazettE、アリス九號.が登場していた。
- vol.6までのDVDのエンディングテーマは神宮寺結子が歌う「嵐ヶ丘〜Beside you〜」が流れた。

## DVD出演者・連載コラム執筆者
- 松下萌子 - オスカープロモーション協賛で、vol.1からvol.6までDVDのメインパーソナリティ、連載コラムの執筆を担当、その後一時休載したがvol.10より連載再開。
- 則島奈々美 - vol.7よりハイタイド（代表：周防彰悟）協力のもと連載を担当。
- SOTA - 連載コラム担当。
- 川村ゆみ - ボーカルスクールを担当。
- 葉山愛次 - vol.2より連載詩篇を担当。

笑福亭鶴瓶がニッポン放送「笑福亭鶴瓶 日曜日のそれ」でイチオシの詩人として葉山愛次を紹介。その際、過去にMUSIQ?に連載した詩を番組内で発表した。
- INORAN（元LUNA SEA） - vol.11から連載対談を担当。第一回目のゲストは森山直太朗。